# 朴雪峰
朴雪峰，吉林省通化人，朝鲜族，原中国国家队男子跳台滑雪运动员，国家集训队教练员，现任吉林省队、通化市队跳台滑雪男子队主教练，国家级教练员，曾获第八届和第九届全国冬运会冠军，1999年冬季世界大学生运动会名列第八，是中国首个获得世界杯入场券的跳台滑雪运动员。
朴雪峰出生在一个滑雪世家。他的父亲朴东锡是中国1970年代滑雪冠军，是中国首批参加冬奥会的运动员，在1980年冬季奥林匹克运动会上取得高山滑雪第34名的成绩，该名次目前仍然是中国高山滑雪冬奥会最好成绩。他的母亲张桂珍是中国首位跳台滑雪女教练。他的姐姐朴雪俐和姐夫宋吉连也都是高山滑雪运动员。
2003年，朴雪峰退役后担任跳台滑雪教练。2006年，他率领中国男队参加了都灵冬奥会跳台滑雪比赛，填补了中国从未参加过冬奥会跳台滑雪比赛的空白。2009年，他率领的中国女队在第二十四届冬季大学生运动会上实现了中国跳台滑雪在国际赛事上奖牌零的突破。